# Kückhoven
Kückhoven ist ein eingemeindeter Stadtteil von Erkelenz im Kreis Heinsberg in Nordrhein-Westfalen und liegt in der Jülich-Zülpicher Börde. Von den Einwohnern der Nachbarorte erhielten die Kückhovener den Ortsnecknamen „De Japstöck“.

## Geographie

### Lage
Kückhoven grenzt im Norden an Wockerath, im Nordosten an Berverath, im Osten an Holzweiler, im Süden an Katzem und im Westen an Immerath (neu) und Bellinghoven.
Die Ortschaft liegt rund drei Kilometer südöstlich von Erkelenz. Um den Ort führt im Osten eine Umgehungsstraße, die an Holzweiler und Immerath vorbei bis zur Gemeinde Titz verläuft. Durch den Ort führt die Straße nach Katzem.

### Braunkohletagebau Garzweiler
Seit 2006/07 entsteht südwestlich von Kückhoven der Umsiedlungsort Immerath (neu). Das Dorf Immerath wurde durch den Tagebau Garzweiler von seinem alten Standort verdrängt. Schon 2005 siedelten einige Familien aus Pesch nach Kückhoven um.
Ursprünglich sollte auch Kückhoven abgebaggert werden, bedingt durch den Widerstand der Bevölkerung wurde das geplante Abbaufeld des Tagebaues aber verkleinert. Kückhoven liegt nun in Zukunft zunächst direkt am Tagebau und später an einem See, soll doch nach Ende des Braunkohleabbaues das Tagebaurestloch mit Wasser aufgefüllt werden.

## Geschichte

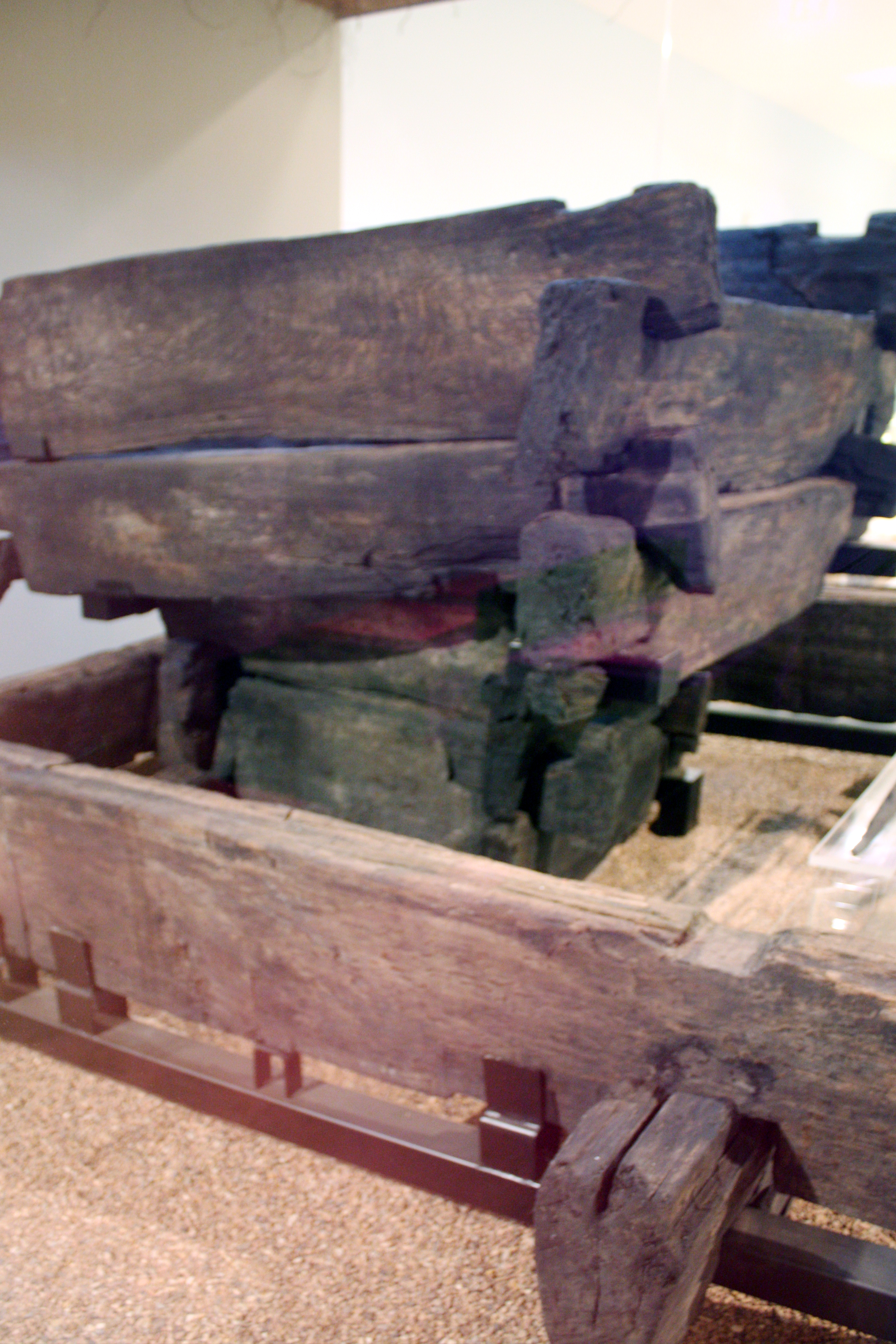
Linearbandkeramische Brunnenbaureste um 5300 v. Ch.

Um 5100 v. Chr. siedelten, in dem Bereich der heutigen Kiesgrube neben dem Lahey-Park, Menschen der Linearbandkeramischen Kultur. Im Jahr 1990 wurde ein Holzbrunnen in der jungsteinzeitlichen Siedlung entdeckt. Dieser stellt eines der ältesten erhaltenen Holzbauwerke der Welt dar. Teile des Brunnens sind in einer Klimakammer im LVR-LandesMuseum Bonn ausgestellt.
Die Endung des Ortsnamens auf -inghoven zeigt an, dass Kückhoven zur Zeit der Spätmerowinger oder Frühkarolinger gegründet worden ist. Kückhoven wurde erstmals 1309 in einer Urkunde als Kudichoven erwähnt. Im Mittelalter und in der Frühen Neuzeit lag Kückhoven in der „Herrlichkeit Erkelenz“.
Ab 1794 bildete die Landgemeinde Kückhoven zusammen mit der Stadtgemeinde Erkelenz eine Samtgemeinde. 1851 wurde Kückhoven aus dieser Samtgemeinde entlassen und bildete nun eine eigenständige Gemeinde, deren Flächenumfang betrug 718 ha 73 Ar.
Am 26. Februar 1945 wurde Kückhoven von amerikanischen Soldaten der 102. Infanteriedivision der 9. US-Armee im Zuge der Operation Grenade eingenommen.
Am 1. Januar 1972 wurde im Zuge der Kommunalreform die Gemeinde Kückhoven aufgelöst und der Stadt Erkelenz zugeschlagen.

### Archäologie

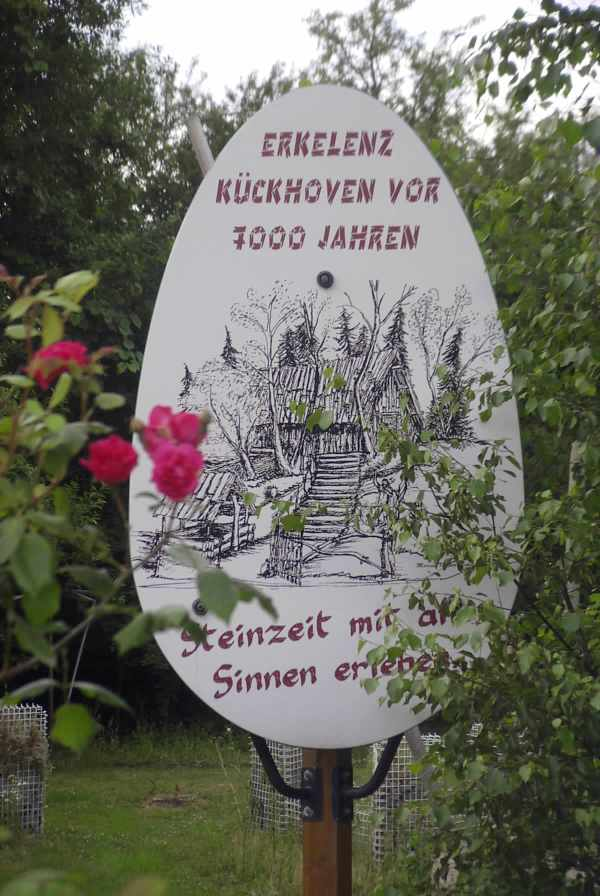
Rekonstruktion der jungsteinzeitlichen Siedlung im Lahey-Park

Archäologische Funde um Kückhoven untermauern große Teile der urkundlichen und literarischen Belege. Als heimatgeschichtlich wertvoll ist folgender Originalfund aus Kückhoven anzusehen:
- (Silber) Denar KÖLN. Otto I., 936–973. Dieser Denar fällt in die urkundliche Ersterwähnung von Erkelenz in dem Jahr 966 n. Chr.

Von Handel und Wirtschaft zeugen diese Kleinstfunde:
- ein Münzgewicht; vermutlich 18. Jahrhundert zur Abwage von Reichsthalern,
- der Deckel eines Napfgewichtes mit dem eingeschlagenen Datum: 1747.

Im Weiteren sind Münzfunde und Gewichte aus mehreren Jahrhunderten als Originale vorhanden.

### Bevölkerungsentwicklung
Entwicklung der Einwohnerzahl von Kückhoven
| Jahr | Ew.  |
| ---- | ---- |
| 1885 | 1286 |
| 1925 | 1329 |
| 1933 | 1320 |
| 1939 | 1402 |
| 1961 | 1493 |
| 1970 | 1555 |

| Jahr | Ew.  |
| ---- | ---- |
| 2007 | 2269 |
| 2008 | 2238 |
| 2009 | 2245 |
| 2010 | 2218 |
| 2020 | 2351 |

## Wappen
| Wappen von Kückhoven | Blasonierung: „Das Wappen ist gespalten; vorn in Blau ein rotbezungter und -bewehrter goldener (gelber) Löwe, hinten in Gold (Gelb) drei (2 :1) grüne Seeblätter.“                            |
| Wappen von Kückhoven | Wappenbegründung: Grundlage ist das Wappen der Herren von Kückhoven. Genehmigung durch Urkunde vom 2. Januar 1935. Das Wappen wird durch die Eingemeindung nach Erkelenz nicht mehr benötigt. |

## Religion

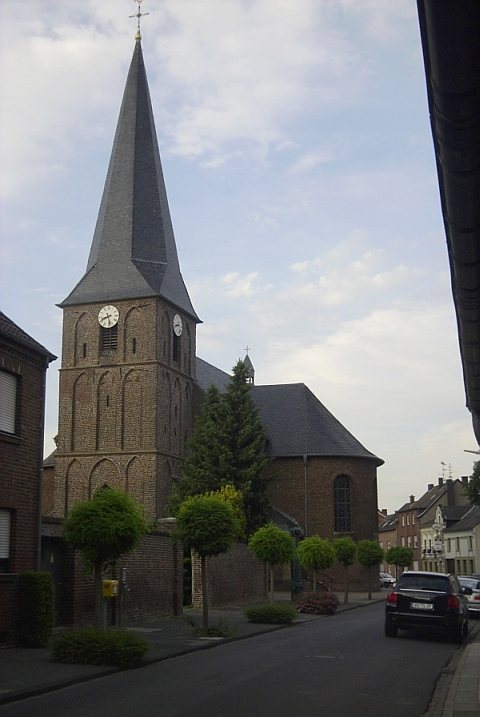
Kückhoven, katholische Kirche

Das Dorf ist mehrheitlich katholisch. 1340 war der Ort zur Pfarre erhoben worden, bis dahin hatte Kückhoven zur Pfarrei Erkelenz gehört. Die Kirche ist dem Hl. Servatius geweiht. Das Kirchengebäude ist eine barocke kreuzförmige Saalkirche und besitzt einen barocken Altar. Das Chorgestühl stammt vermutlich aus dem Kloster Hohenbusch. Der Westturm ist spätgotisch und stammt aus dem Jahre 1460.
Am 1. Januar 2010 wurde die Kirchengemeinde mit zehn anderen Kirchengemeinden zur Pfarrgemeinde St. Maria und Elisabeth Erkelenz zusammengeschlossen.

## Infrastruktur
- Das Alten- und Pflegeheim für Demenzkranke „Pro8“ wird privatwirtschaftlich betrieben. Es ist architektonisch in Form einer Acht gebaut um dem Bewegungsdrang dementer Bewohner durch Rundwege Rechnung zu tragen. Die 2003 gegründete Einrichtung wurde auf Grund des speziellen Konzepts 2007 mit dem Innovationspreis der Regio Aachen ausgezeichnet.
- Katholischer Kindergarten Kückhoven
- Städtischer Kindergarten Kückhoven
- Gemeinschaftsgrundschule Kückhoven
- Freiwillige Feuerwehr Erkelenz, Löschgruppe Kückhoven-Immerath
- Sport
  - Sportplatz
  - Turnhalle
  - Modellflugplatz Kückhoven
  - Off-Road-Club-Kückhoven
- Ultraleichtfluggelände Erkelenz-Kückhoven

## Verkehr
Die AVV-Buslinien EK1 und EK3 der WestVerkehr verbinden Kückhoven wochentags mit Erkelenz, Keyenberg und Holzweiler. 
Zudem verkehrt der Multi-Bus seit dem 9. Juni 2024 kreisweit erweitert und zu einheitlichen Bedienzeiten. Mehr Informationen gibt es bei WestVerkehr.
| Linie | Verlauf |
| ----- | --- |
| EK1   | (Erkelenz ZOB →) Erkelenz Bf → Wockerath → Terheeg → Venrath → Kuckum → (Berverath →) Unterwestrich → Abzw. Oberwestrich → Keyenberg → Holzweiler → Kückhoven → Immerath (neu) → Bellinghoven → Erkelenz Bf (→ Erkelenz ZOB) |
| EK3   | (Erkelenz ZOB →) Erkelenz Bf → Bellinghoven → Immerath (neu) → Kückhoven → Holzweiler → Kückhoven → Immerath (neu) → Bellinghoven → Erkelenz Bf (→ Erkelenz ZOB)                                                             |

## Kultur und Sehenswürdigkeiten

### Denkmal
- Bronze-Plastik De Japstöck
- Der Holzbrunnen aus der Jungsteinzeit ist im Rheinischen Landesmuseum in Bonn ausgestellt.

### Park
- Lahey-Park

### Regelmäßige Veranstaltungen
- Japstockerwachen (Hoppeditzerwachen) um den 11.11. als Auftakt der Karnevalssession
- Karnevalssitzungen
- Karnevalsumzug am Tulpensonntag
- Maifeier (Tanz in den Mai) am 30. April
- Kirmes/Schützenfest
- Volksradfahren
- Die Lederschule für Kinder

## Persönlichkeiten
- Josef Hilgers (* 9. September 1858 in Kückhoven; † 25. Januar 1918 im Bonifatiushaus bei Emmerich), Jesuit und Schriftsteller
- Leonhard Küppers (* 26. April 1903 in Kückhoven; † 2. Juni 1985), Priester, Kunsthistoriker und Schriftsteller